# Свети Франциск Асизки (Белозем)
„Свети Франциск от Асизи“ (на латински: Sanctus Franciscus Assisiensis) е християнска църква в село Белозем, България, част от Софийско-пловдивската епархия на Римокатолическата църква. Църквата е енорийски храм.

## История на енорията
Католическата енория в село Белозем води началото си от 1845 г. Тогава епископ Андреа Канова, с личното си посредничество пред турските власти и с попечителство си над всяка от извършваните сделки за закупуване на земи от изселващите се турци, улеснява преселването на жители от село Калъчлий (дн. град Раковски). Първоначално службата на Светата литургия се е извършвала по къщите от свещениците от село Балтаджии, основно от Йосиф Арабаджийски. Новодошлите сплели голяма плевня и я оборудвали с олтар, но не след дълго турците я подпалили.
През 1857 г. била построена първата църква от кирпич и чамови дъски и греди. Епископ Канова подпомогнал строежа със средства, а френският консул съдействал турските власти да обезщетят католическото население заради палежа. През следващата година за постоянен свещеник е бил назначен отец Яко Яковски.
През 1870 г. отец Алфонсо Бордноли (роден през 1818 г. във Фосонброн, Италия) е назначен за енорийски свещеник в селото. Той си поставя за цел да построи нова масивна църква. Провежда много кампании за събиране на средства. Умира на 8 ноември 1873 г. Неговият заместник отец Иван Непомук (роден през 1839 г. в Тренто, Италия и пристигнал в България през 1876 г.) успява да завърши неговото дело. Църквата е завършена и осветена през 1891 г.
През 1890 г. отец Иван, подпомогнат от главния настоятел на капуцините в Пловдив – отец Бернардо от Андермат и с помощта на доброволния труд на миряните, построяват в двора на църквата сграда за католическото училище в село Белозем. До 1893 година училището съществувало като частно. През 1894 година е било признато за народно. Сградата е използвана до 1925 г., когато общината построява нова сграда.
На 1 януари 1908 г. в Белозем е имало 305 православни и 108 католически семейства. Като население съответно е 2435 и 602 души или общо 3037.
Селото се е наричало Герен (произнасяно гирен на павликянски) – турска дума, която означава ниско място край река, поляна край село или глинеста белезникава почва. През 1914 г. то е преименувано на Белозем. През 1918 г. католиците в енорията наброяват около 500. Енорист е капуцинът отец Андрей Хранеников. По-късно отец Козма Гюлов написва история на селото, която е публикувана във вестник „Истина“ през 1928 г.
Абсолютно всички (малко по-малко от 1200) сгради в село Белозем са били разрушени или засегнати от Чирпанското земетресение през 1928 г. От 513 семейства, държавата осигурява временен подслон за 423 семейства, поради това че техните домове са разрушени или не са безопасни за живеене.
От 2000 г. ежегодно енорията е домакин на Международния християнски фестивал за музика.

## История на храма
Първата масивна католическа църква в село Белозем е завършена и осветена през 1891 г. През 1913 г. църквата е жертва на пожар, засегнал нейния интериор. Чирпанското земетресение разрушава двете камбанарии и входната част на църквата. Населението успява да изнесе олтара и останалата мебел.
Строежът на новата църква започва през 1930 година заедно с други храмовете в съседните католически села. Главна заслуга за това има апостолическият делегат в България Анджело Ронкали. Архитектурата е трикорабна кръстообразна базилика с две камбанарии, които са с по-българско третиране – не са италиански кампанили, а осмоъгълни вертикални обеми; проектирана е от архитект Камен Петков. Новата църква е осветена на 13 септември 1931 г.
Църквата е основно ремонтирана в началото на XXI век. Построен е амфитеатър.
Храмов празник – 4 октомври. Франциск от Асизи умира в нощта на 3 срещу 4 октомври 1226 г.